# Kane County, Utah
Kane County är ett administrativt område i delstaten Utah, USA, med 7 125 invånare. Den administrativa huvudorten (county seat) är Kanab. 
Bryce Canyon nationalpark och Zions nationalpark ligger i countyt. 

## Geografi
Enligt United States Census Bureau har countyt en total area på 10 641 km². 10 339 km² av den arean är land och 302 km² är vatten. 

### Angränsande countyn
- Washington County, Utah - väst
- Iron County, Utah - nordväst
- Garfield County, Utah - nord
- San Juan County, Utah - öst
- Mohave County, Arizona - sydväst
- Coconino County, Arizona - syd